# Santa Rosa Guachipilín
Santa Rosa Guachipilín es una ciudad y distrito del municipio de Santa Ana Norte del Departamento de Santa Ana, en la zona occidental de El Salvador.
Tiene una extensión territorial de 38.41 kilómetros cuadros, cuenta con una población de 4 260 habitantes, para su administración se lo divide en 6 cantones y 25 caseríos. 
| Censo | Población | Cambio | Porcentaje |
| ----- | --------- | ------ | ---------- |
| 2007  | 4 930     | N/D    | N/D        |
| 2024  | 4 260     | -670   | -13.6%     |

Santa Rosa Guachipilín fue fundada el 28 de junio de 1916

## Historia
Santa Rosa Guachipilín antes de 1916 era llamado cantón “El Guachipilín” y los que posteriormente a su fundación se convirtieron en cantones eran caseríos; fue hasta el 28 de junio de 1916 que el cantón El Guachipilín se declara como municipio cambiando su nombre original a Santa Rosa Guachipilín.
Oficialmente el fundador del municipio es el señor Sotero Valle, quien junto al esfuerzo de otros lugareños lograron convertir en realidad el sueño de que su cantón se convirtiera en municipio.
El 20 de septiembre de 1916 se eligió el Primer Concejo Municipal que fungió hasta el 31 de diciembre del mismo año; siendo el primer Alcalde don Eleodoro Interiano, el primer regidor don Víctor Flores el segundo regidor don Simeón Hércules y Don Claudio Guevara Síndico Municipal.
La primera fiesta patronal fue celebrada el 20 de febrero de 1917; la primera escuela fue fundada el mismo año y siendo nombrada por el Ministerio de Educación como la primera maestra de la naciente escuela la profesora Ernestina Paz.
El progreso del pueblo se acrecentó luego de la apertura de la carretera que conducía a Metapan en la década de los setenta y posteriormente a este suceso la energía eléctrica fue traída el municipio el 14 de septiembre de 1972.
Origen de su nombre: El nombre Santa Rosa se deriva de la patrona del lugar que es la virgen de Santa Rosa de Lima y el complemento del nombre es por la abundancia que existía en la zona de árboles de guachipilín
Entre las atracciones principales está el río Lempa que circunda a la pequeña población. Además en Santa Rosa Guachipilín se encuentra uno de los principales afluentes que se unen al río Lempa: "La quebrada de Apanta".
Santa Rosa celebra sus fiestas del 18 al 20 de febrero.
En el periodo 1997-2000 el alcalde de Santa Rosa Guachipilín fue la Sra. Alicia Valle por el partido ARENA
En el periodo 2000-2003 el alcalde de Santa Rosa Guachipilín fue la Sra. Alicia Valle por el partido ARENA
En el periodo 2003-2006 el alcalde de Santa Rosa Guachipilín fue el Sr. Lorenzo Lemus por el Partido PCN
En el periodo 2006-2009 el alcalde de Santa Rosa Guachipilín fue el Sr. Reyes Albino Umaña Calderón del partido "PCN".
En el periodo 2009-2012 el alcalde de Santa Rosa Guachipilín fue el Sr. Lorenzo Lemus Calderón por el Partido PCN
En el periodo 2012-2015 el alcalde de Santa Rosa Guachipilín es el Sr. Oscar Uriel Morales por el Partido ARENA
En el periodo 2015-2018 el alcalde de Santa Rosa Guachipilín es el Sr. Lorenzo Lemus Calderón por el Partido ARENA, luego del trágico fallecimiento del alcalde Lorenzo Lemus en mayo de 2016, el Sindico Hugo Besael Flores Magaña tomo las riendas de la comuna, siendo reelegido el 4 de marzo para el periodo que comprende de 2018-2021 bajo las riendas del Partido Alianza Republicana Nacionalista ARENA, 2021-2024 el alcalde fue el señor Hugo Flores. Para el 2024 este municipio se convirtió en un distrito dentro del nuevo municipio Santa Ana Norte en el que después de las elecciones municipales 2024 fue elegido Carlos Landaverde de la coalición Nuevas Ideas-Cambio Democrático como alcalde de este nuevo municipio.

## Fotografías del Pueblo

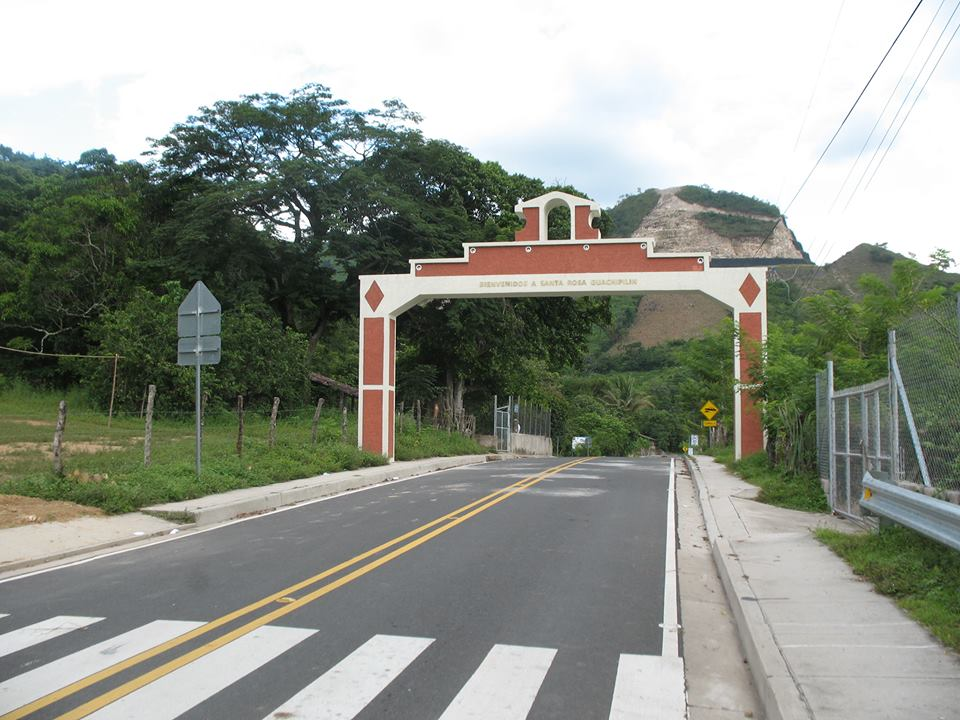
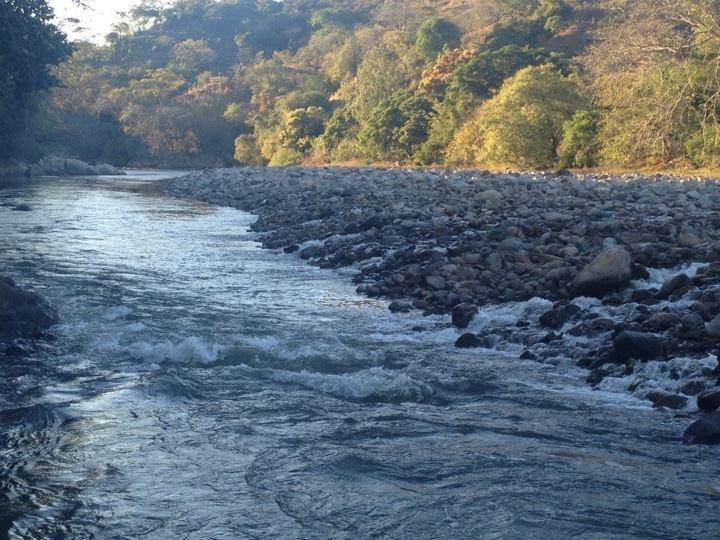
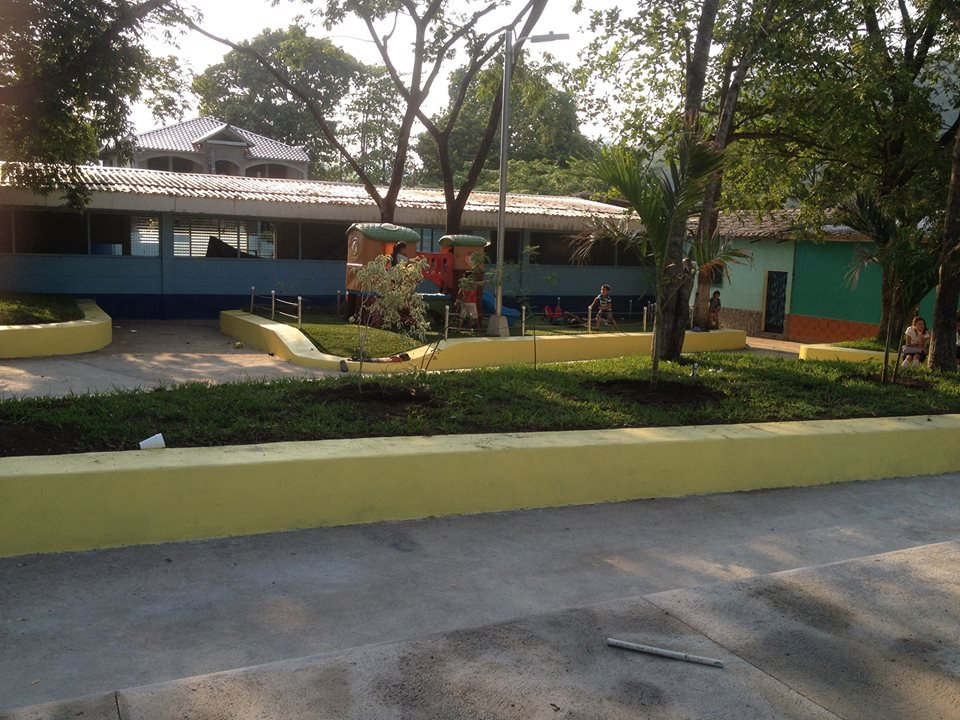
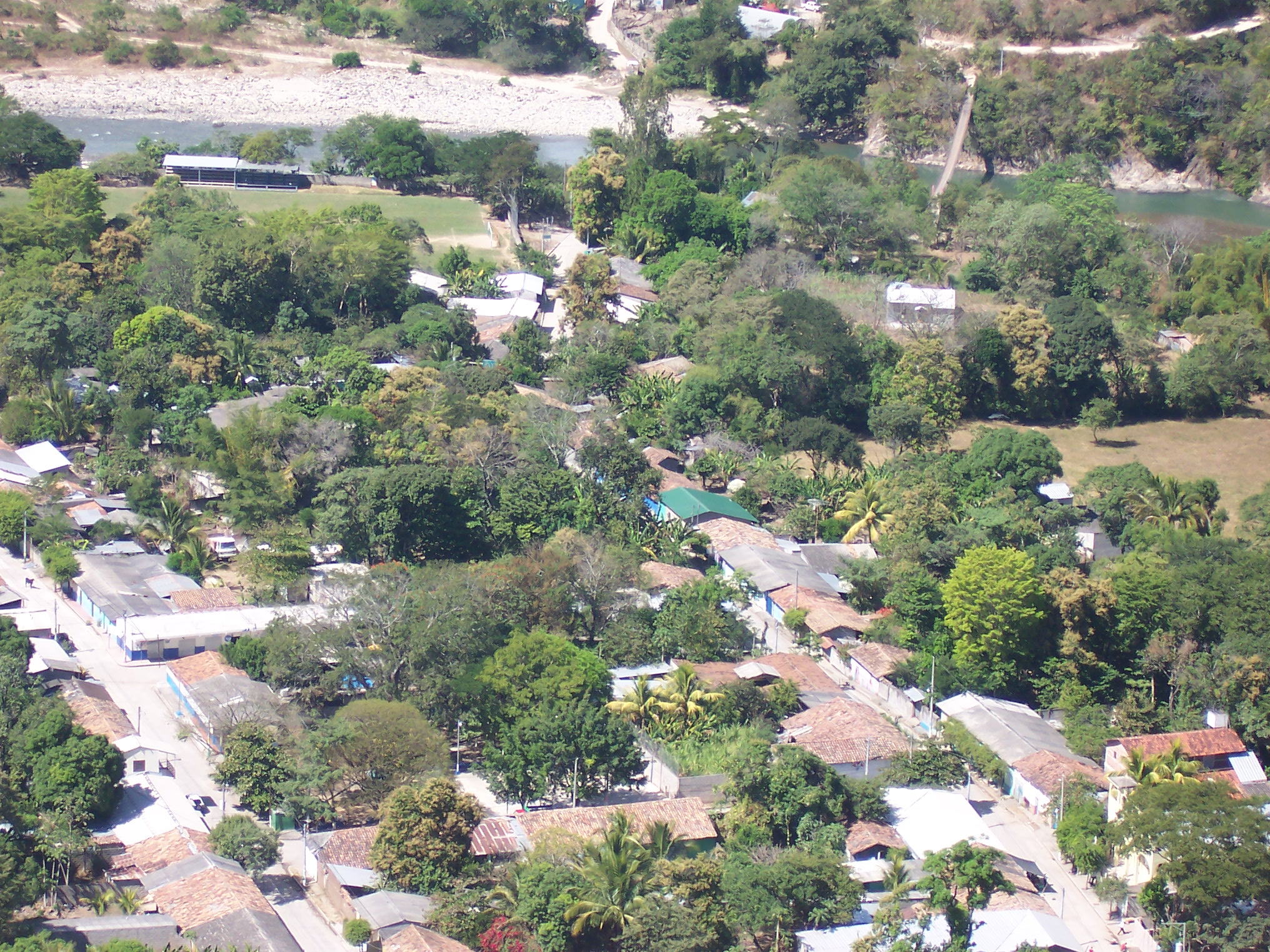
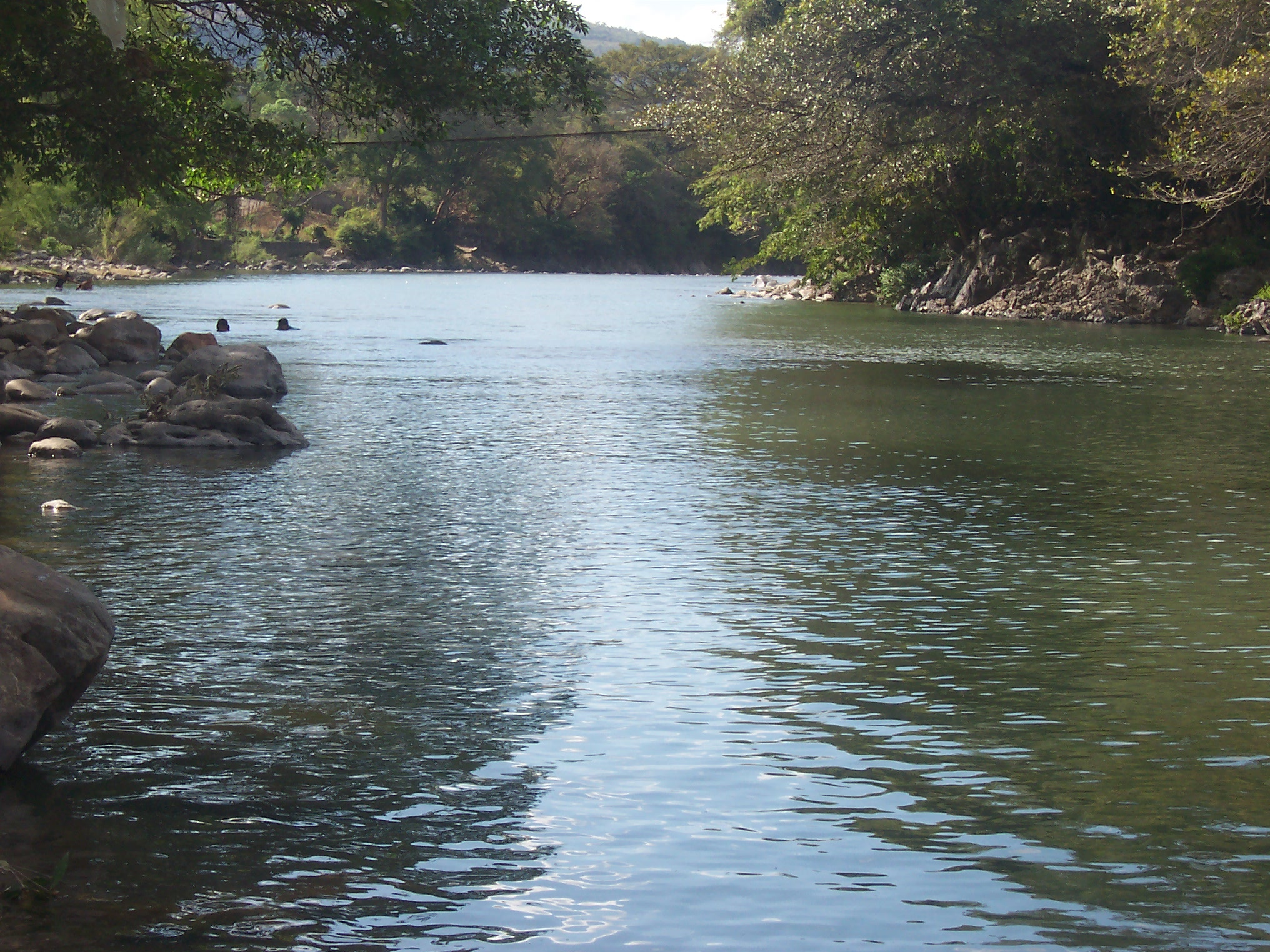
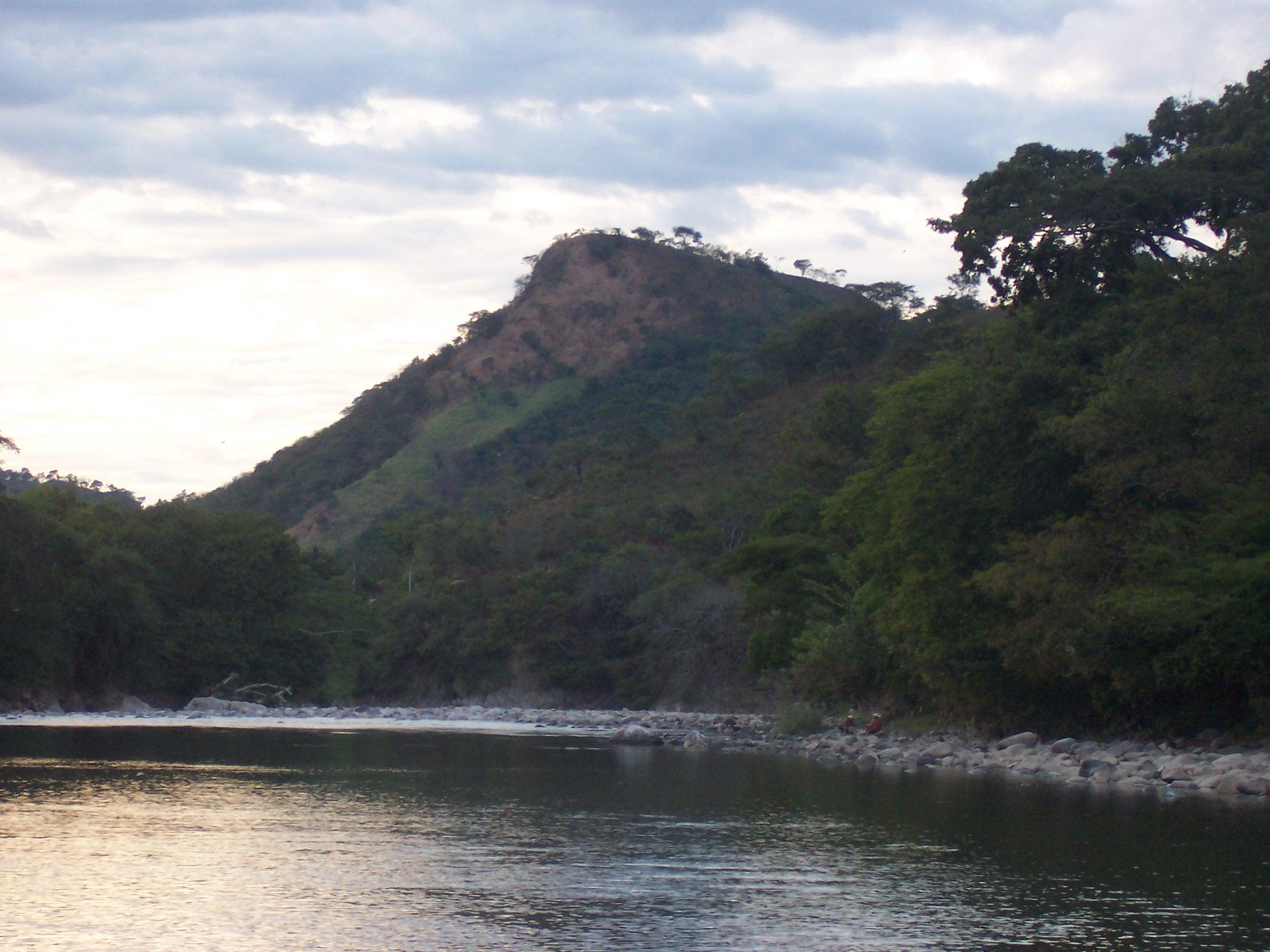
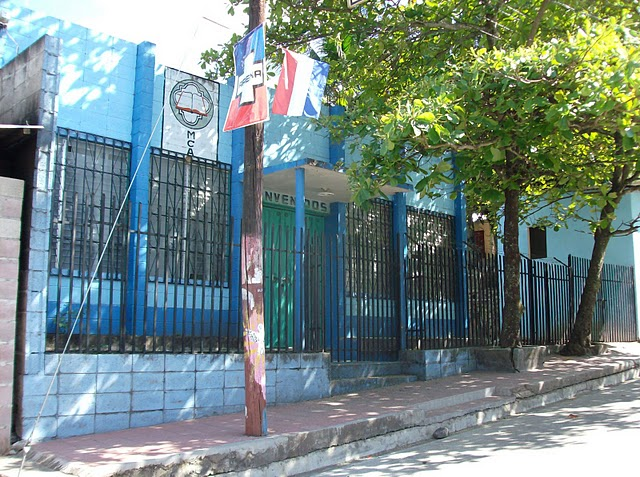
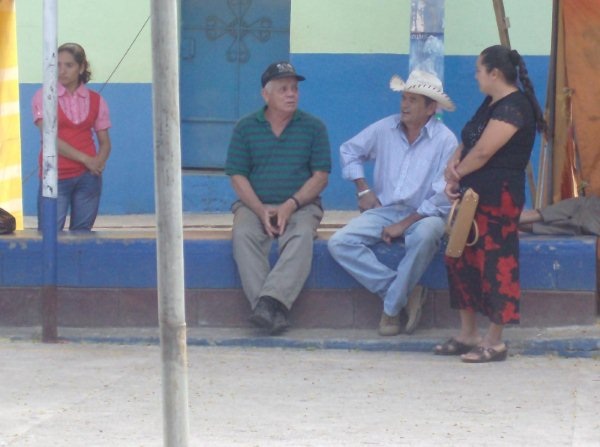
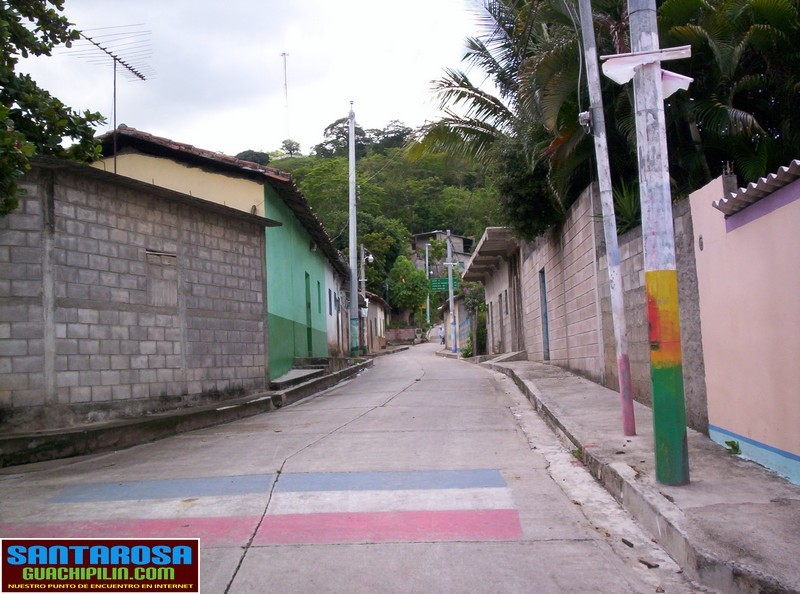
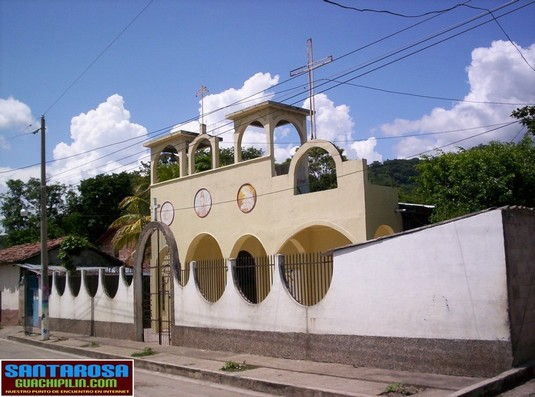